# Бёлюкбаши, Осман
Осман Бёлюкбаши (1913 — 6 февраля 2002) — турецкий политик

## Биография
Родился в деревне Хасанлар в 1913 году.
Окончил Стамбульский лицей. Затем учился во Франции, в 1937 году окончил университет Нанси.
Затем вернулся в Турцию работал ассистентом Фатина Гёкмена в стамбульской обсерватории Кандили. В 1940-46 годах преподавал в лицее.
В 1946 году Бёлюкбаши вступил в демократическую партию, но через год вышел из неё.
20 июля 1948 года Осман Бёлюкбаши вместе с Февзи Чакмаком и другими основал национальную партию. В 1949 году Бёлюкбаши был арестован по подозрению в заговоре против лидера демократической партии Джеляля Баяра и председателя республиканской партии Исмета Инёню, но вскоре Осман Бёлюкбаши был выпущен.
В 1950 году Бёлюкбаши был избран в парламент. В 1953 году национальная партия была запрещена. После этого Бёлюкбаши основал республиканскую национальную партию. В 1954 году эта партия сумела получить 5 мест в парламенте.
В 1958 году в результате объединения республиканской национальной партии с другими партиями была образована республиканская крестьянская национальная партия, лидером которой был избран Бёлюкбаши.
В 1972 году Осман Бёлюкбаши покинул пост председателя республиканской крестьянской национальной партии.
Он умер от дыхательной недостаточности 6 февраля 2002 года в Анкаре. Похоронен на кладбище Джебеджи Асри.